# Fanny Euranie
Fanny Euranie, née le 7 octobre 1978, est une judokate française.

## Biographie
Aux Championnats d'Europe par équipes de judo, elle est médaillée d'or en 2003 et en 2004. Elle est médaillée d'argent des moins de 57 kg à l'Universiade d'été de 2003. Au niveau national, elle est sacrée championne de France des moins de 57 kg en 2003.
Elle est la sœur des judokas Annabelle et David Euranie.